# Abzeichen der Soldatenfestspiele des Wachregiments „Feliks Dzierzynski“
Die Abzeichen der Soldatenfestspiele des Wachregiments „Feliks Dzierzynski“ waren eine Auszeichnung des Wachregiments Feliks Dzierzynski, welches formal dem Ministerium für Staatssicherheit der Deutschen Demokratischen Republik (DDR) unterstand. Ab dem Jahr 1960 bis 1989 fanden alljährlich innerhalb des Wachregiments Soldatenfestspiele statt, bei dem es sich nicht um militärische, sondern um kulturelle Wettstreite auf den Gebieten des künstlerischen Volksschaffens handelte. Bei diesen sowie auch weiteren Wettstreiten bei öffentlichen Auftritten, Veranstaltungen und Ausstellungen wurden die Sieger mit diesen Abzeichen geehrt. Es gab die Abzeichen in drei Stufen: Bronze, Silber und Gold gab.

## Aussehen des Ansteckabzeichens

### 1. Ausführung
Das Abzeichen hat die Form eines Dreiecks mit stark abgerundeten Spitzen, dessen längste nach rechts gerichtet ist. Die Höhe des Abzeichens beträgt 31 mm und seine Breite 37 mm. Fast den gesamten Flächeninhalt des Dreiecks nimmt ein Soldat des Wachregiments in Uniform und mit Waffe in der Hand ein. Sein Uniformkragen ist geschlossen. Rechts neben ihm ist eine Harfe zu sehen. Umschlossen wird diese Symbolik von der Umschrift SOLDATENFESTSPIELE (oben) und WACHREGIMENT BERLIN des MfS FELIKS DZIERZYNSKI. Hinter dem Abzeichen befindet sich ein angedeuteter Eichenlaubkranz, der an allen drei Seiten des Dreiecks herausragt. Die Rückseite zeigt eine waagerecht verlötete Broschiernadel. Die Goldstufe des Abzeichens ist vergoldet.

### 2. Ausführung
Die zweite Ausführung gleicht der ersten Ausführung mit einem Unterschied. Die geänderte Umschrift lautet nun WACHREGIMENT BERLIN „FELIKS DZIERZYNSKI“ des MfS.

### 3. Ausführung (1973–1989)
Die dritte Ausführung gleicht der zweiten, zeigt jedoch im Gegensatz zu ihrem Vorgängermodell den Soldaten, dessen Uniformkragen nun geöffnet ist und Hemd und Krawatte entblößt. Hintergrund war die geänderte Bekleidungsvorschrift des Regiments, nach der ab 1976 die Uniformjacke mit offener Fasson getragen wurde.

## Aussehen der Medaille
Das Aussehen der Medaille der ersten Form ist bisher nicht bekannt. Es ist anzunehmen, dass es dem Steckabzeichen gleicht.

### 2. Ausführung
Die zweite Ausführung der Medaille ist 55 mm hoch und 63 mm breit. Sie zeigt auf ihrem Avers das beschriebene Motiv des Steckabzeichens, allerdings ist der Kragen der Uniformjacke des Soldaten wieder geschlossen sowie die Umschrift WACHREGIMENT BERLIN „FELIKS DZIERZYNSKI“ des MfS. Am oberen Eichenlaubfragment ist eine Öse angeprägt, durch die das Band zur Medaille gezogen wurde. Das Revers zeigt hingegen die sechszeilige Inschrift UNSERE LIEBE / UNSERE TREUE UND UNSERE KRAFT / DEM SOZIALISTISCHEN VATERLAND / DER DEUTSCHEN DEMOKRATISCHEN / REPUBLIK! / „KUNST IST WAFFE“ Darunter sind zwei kleine gekreuzte Lorbeerzweige zu sehen.

### 3. Ausführung
Die dritte und letzte Ausführung der Medaille weicht von seinem Vorgänger in zwei Dingen ab. Zum einen ist am oberen Rand keine Öse mehr angebracht. Stattdessen ist ein Loch durch den Eichenlaubkranz gebohrt und zum Zweiten ist der Kragen der Uniformjacke wieder geöffnet. Das Revers ist gleich dem Vorgängermodell.